# Mein Freund Winnetou
Mein Freund Winnetou (Winnetou le Mescaléro; My friend Winnetou)
ist eine 14-teilige Fernsehserie des Westdeutschen Werbefernsehens (WWF, Köln) in Co-Produktion mit Antenne 2 (Paris) und der Schweizerischen Radio- und Fernsehgesellschaft SRG (Bern), die 1979 entstand und 1980 im Vorabendprogramm der ARD ausgestrahlt wurde. Die Serie wurde in Frankreich und der Schweiz auch in sieben Teilen zu 60 Minuten gesendet.
Wenngleich Winnetou – sowie Old Shatterhand und Sam Hawkens (die in Nebenrollen auftauchen) – Figuren des deutschen Romanschriftstellers Karl May (1842–1912) sind, hat die Handlung nichts mit den Jugend- und Reiseerzählungen mit dem fiktiven Mescalero-Häuptling zu tun. Er wird hier – zwar mit seinem Romancharakter als „Edelster aller Wilden“, jedoch in einer realistischeren Darstellung des Erscheinungsbildes eines Apachen jener Zeit – als Bindeglied genutzt, um etliche Geschehnisse aus der tatsächlichen Zeit der Indianerkriege gegen Ende der 1870er Jahre in eine erfundene Geschichte einzuflechten. Winnetou wirkt hier allerdings nicht durch die aus den Karl-May-Filmen bekannte „majestätische Schweigsamkeit“, sondern ist eher der „Redner und Philosoph“.
Die Idee zu dieser Produktion stammt von Pierre Brice, der das stark verzerrte Indianer- und Geschichtsbild Karl Mays damit korrigieren wollte. Die Serie hatte im deutschen Fernsehen keinen Erfolg.

## Daten und Hintergründe
Gedreht wurde vom 22. Januar 1979 bis zum 28. April 1979, dabei auch Außenaufnahmen auf Wunsch des Regisseurs Marcel Camus in Mexiko, unweit der Reservate der Apachen.
Die Musik zur Serie schrieb der deutsche Komponist Peter Thomas (gespielt unter seiner Leitung vom 1st German Symphony Pop Orchestra), der auch für den Karl-May-Film Winnetou und sein Freund Old Firehand die Musik verfasste.
Die Fernsehfolgen wurden von Europa auch als Hörspielserie auf Schallplatte und Compact Cassette veröffentlicht. Erzähler ist der Schauspieler Horst Frank.
1980 brachte der Verlag Flammarion einen großzügig ausgestatteten 160-seitigen Filmbildband heraus (Winnetou le Mescalero), der überwiegend Fotos enthielt, die die Gattin von Pierre Brice während der Dreharbeiten geschossen hatte (einige nicht verwendete Fotos erschienen dann in dem Buch Pierre – Wie ich Dich sehe, im Jahr 2005). Der Band war jedoch nur für den französischen Markt vorgesehen und wurde deshalb nur in französischer Sprache gedruckt und hat heute Seltenheitswert.
Im Gegensatz zu den Winnetou-Filmen der 1960er Jahre wurde Wert darauf gelegt, die verschiedenen Kulturen der nordamerikanischen Indianer des Westens authentisch darzustellen. In Bezug auf die Materialkultur verschiedener Apachengruppen, der Cheyenne, Shoshonen und Lakota oder einiger in Szene gesetzter Ritualtänze ist dies gut gelungen. Dies gilt ebenso für die vielen mexikanischen Schauspieler, deren indigenes Erbe sich in den Gesichtszügen spiegelt und die wesentlich „echter“ wirken als Europäer mit Schminke und Perücke. Einige Hinweise auf die verschiedenen Sprachen dieser Völker sind jedoch bestenfalls „ungünstig“ ausgedrückt und das Höchste im Glauben der Apachen – Ussen –, der Cheyenne – Heammawihio – oder der Lakota – Wakan Tanka – wird nicht differenziert, bisweilen sprachlich vermischt und zu einem an den christlichen Gott erinnernden Wesen verschmolzen. Darüber hinaus ist die Handlung in einigen Punkte ausgesprochen willkürlich und realitätsfern: So reiten etwa einige Kinder der Cheyenne im Auftrag Winnetous zu allen anderen Stämmen der Prärien und des Südwestens, um sie zu einem Treffen einzuladen. Was im Film vier Tage dauert, würde in Wirklichkeit viele Wochen Reisezeit beanspruchen.

## Handlung
Bei der Verfolgung von weißen Banditen kommen Winnetous Begleiter Alter Bär und Kleiner Bär ums Leben, er selbst wird schwer verletzt. Der zufällig vorbeikommende Fotograf Napoleon Charbonneau macht sich in den Augen der ebenfalls auftauchenden Pajute-Indianer verdächtig, an Winnetous Zustand schuld zu sein. Erst die Ankunft Old Shatterhands hilft ihm aus der Patsche. Winnetou wird zu den Pajutes gebracht und gepflegt.
Nach seiner Genesung macht er sich mit dem Komantschen Tashunko auf, ihn einige indianische Tricks zu lehren, als sie unversehens auf die Überlebenden eines Überfalls von Banditen auf die Postkutsche stoßen, den Agenten des Amtes für indianische Angelegenheiten Vincent, seiner indianischen Frau Nalin und deren Sohn Peter. Auf dem Weg zu einem nahegelegenen Fort werden sie von Chiricahua-Apachen unter der Führung von Yaqui, einem Bruder von Cochise, angegriffen.
Bei dem Fort angekommen, fällt Winnetou sofort der schlechte Zustand der um das Fort herum lagernden Indianer ins Auge. Es scheint so, als wäre sein alter Freund Sam Hawkens schuld an dieser Misere, denn der brennt Schnaps für die Arbeiter der Eisenbahngesellschaft, und diese verscherbeln den Alkohol an die Indianer weiter. Sam Hawkens verspricht, Abhilfe zu schaffen. Als Winnetou und Tashunko weiterreiten wollen, sind ihre Pferde verschwunden, offensichtlich gestohlen von einigen Banditen, die auch noch zwei Indianerfrauen entführt haben. Diese Frauen gehören zum Stamm der Cheyenne unter der Führung von Häuptling Wolfszahn. Durch sein Land wollen die Weißen unter der Leitung von Colonel Stevens die Eisenbahn bauen, und sie versuchen, mit billigen Geschenken und Alkohol Land von den Indianern zu erschleichen.
Tashunko verliebt sich in die Indianerin Winona, die jedoch wenig später bei einem Massaker der Weißen im Indianerdorf getötet wird. Winnetou ruft die umliegenden Indianerstämme zu einem Kriegsrat zusammen, während Colonel Stevens die Wachen im Eisenbahnerlager verstärkt, weil er einen Angriff befürchtet. Ihm geht Tashunko ins Netz, als er eigenmächtig versucht, die Mörder Winonas zu finden. Stevens will ihn so lange als Pfand behalten, bis Winnetou die Indianer zur Aufgabe ihre Dorfes bewegt hat, doch der schleicht sich nachts ins Lager und kann Tashunko befreien.
Dann überfallen die Indianer tatsächlich, ohne Winnetou zu informieren, das Eisenbahnerlager und machen alle Angetroffenen nieder, worauf sich die Armee unter der Leitung von Leutnant Merrill zu einer Strafexpedition aufmacht. Old Shatterhand und Sam Hawkens lenken die Soldaten ab, damit Winnetou und Tashunko in die Stadt reiten können, wo dem tot geglaubten Alten Bär ein Prozess gemacht werden soll. Leutnant Merrill will als Verteidiger von Alter Bär Winnetou zu einer Aussage bewegen, doch die Banditen um Sammy Cook stellen Winnetou als Lügner hin. Er soll sogar den Überfall, den Cook auf Alter Bär begangen hat, selbst begangen haben. Der Fotograf Charbonneau kann dann aber durch seine Fotografien beweisen, dass Winnetou unschuldig ist.

## Sonstiges
Bei der Besetzung der Figur Old Shatterhand musste durch den frühen Tod von Lex Barker auf einen anderen Schauspieler zurückgegriffen werden. In der engeren Wahl waren neben Siegfried Rauch auch Raimund Harmstorf und Karl-Michael Vogler (der zuvor schon den Kara Ben Nemsi in einer eigenen Serie gespielt hatte). Der französische Regisseur entschied sich letztendlich für den Bayern Siegfried Rauch, dessen lockere Art ihn überzeugte.
Man konnte in alten Sets drehen, die eigens für Hollywood-Western-Produktionen, unter anderem für John Wayne, gebaut wurden. Hier traf Pierre Brice auch auf Burt Lancaster, mit dem er sich ausgiebig über seine Zeit in Italien unterhalten konnte.
Beim Schnitt im Studio in Deutschland nach dem Dreh bemerkte man, dass sich einige Szenen, die zu Beginn die Geschichte einleiten sollten, als unbrauchbar erwiesen. Da Pierre Brice zu dieser Zeit in Elspe im Sauerland den Winnetou auf der Freilichtbühne spielte, drehte man dort die Szenen einfach noch einmal nach. Durch die völlig andere Vegetation reitet Winnetou vom grünen Elsper Rübenkamp dann in den kargen mexikanischen Boden.

## Serienfolgen
1. Blutspuren
2. Ein junger Komantsche
3. Der Mann für indianische Angelegenheiten
4. Der Zweikampf
5. Im Fort der Weißen
6. Sam Hawkens City
7. Das Feuerroß
8. Die Flöte
9. Der große Kriegsrat
10. Gequältes Volk
11. Die Rache der Cheyennes
12. Aufbruch
13. Der Prozeß
14. Alter Bär

## Hörspieltitel
1. Blutspuren
2. Der Zweikampf
3. Sam Hawkins City
4. Das Feuerroß
5. Der große Kriegsrat
6. Die Rache der Cheyennes
7. Der Prozeß
8. Originalmusik der Serie

## Verschiedenes
- Die Filmmusik der Serie wurde als Langspielplatte und auf Audio-Kassette veröffentlicht unter EUROPA 115 692.6
- Nach einer französischen Video- und einer holländischen DVD-Fassung ist die Serie 2007 auch auf Deutsch bei Koch Media erschienen.
- Ein Textausschnitt, Die Zeit des Gewissens (letztes Kapitel der Geschichte eines Kindes, für dessen Tod die Indianer verantwortlich sein sollen), ist abgedruckt in: Karl Mays Spuren in der Literatur. Fünfte Sammlung, Sonderheft der Karl-May-Gesellschaft Nr. 98/1993, S. 88–95.